# Notobuxus nyasica
Notobuxus nyasica är en buxbomsväxtart som först beskrevs av John Hutchinson, och fick sitt nu gällande namn av Henry Phillips. Notobuxus nyasica ingår i släktet Notobuxus och familjen buxbomsväxter. Inga underarter finns listade i Catalogue of Life.